# Жилкошипик
Жилкошипик (Eurhynchium) — рід мохів, що належать до родини Brachytheciaceae.
Рід був вперше описаний Брухом і Вільгельмом Філіпом Шимпером у 1854 році.
Рід має космополітичне поширення.
Види:
- Eurhynchium angustirete
- Eurhynchium praelongum
- Eurhynchium pulchellum
- Eurhynchium striatum
- Eurhynchium swartzii